# Apostrof
Apostrof, (řecky ἀπόστροφος — "otočený bokem") česky řidčeji nazývaný také odsuvník, je interpunkční znaménko. Jedná se o nepísmenný grafém, který v běžném textu označuje vypuštění jednoho nebo více znaků. Mívá buď „strojopisnou“ (') nebo „typografickou“ (’) podobu, neměl by však být zaměňován s diakritickou čárkou (´).

## V češtině
V češtině se využívá zřídka. V hovorové řeči se jím může (nepovinně) označit vypuštění hlásky, např. pad’ (= padl), nes’ (= nesl). Dále je možné se s ním setkat ve starší české literatuře, kde se používá ve spojeních typu ty’s (= ty jsi) či viděl’s (= viděl jsi). V současné spisovné češtině se apostrof v takových případech (tys, byls/bylas, žes apod.) nepíše. Je možné se s ním setkat také ve slovech přejatých z cizích jazyků (d’Artagnan, l’humanité), kde označuje elizi.

## V jiných jazycích
V angličtině se používá k přivlastňování (Peter’s wife, Goethe’s works), kdežto v němčině zpravidla nikoli (Peters Frau, Goethes Werke); v němčině se při přivlastňování píše pouze po s, ss, ß, tz, z, x (Marx’ Schriften). Apostrof se také objevuje v anglických názvech společností (McDonald’s), což ovšem některé jazyky nerespektují (v ruštině bez apostrofu: Макдо́налдс).
Mimoto stejně jako v češtině označuje, že jsou některá písmena vynechána (anglicky its = jeho (od it) × it’s = it is, v němčině hovorové hab’ = habe, hatt’ = hatte apod.) (apokopa). V ukrajinštině se používá před písmeny я, ю, є, ї po souhlásce tam kde má zabraňovat změkčování předchozí souhlásky.

## Typografie
Z typografického hlediska má apostrof většinou tvar „malé devítky nahoře“.
Je podobný diakritickému znaku malého háčku (kličky) u minusek ď, ť (ve slovenštině také Ľ, ľ). Apostrof by měl být větší a výraznější než háček, aby nedocházelo k záměně znaků.
V psacím písmu a v některých jednodušších typech tištěného písma se může podobat značce minuty (úhlové i časové), případně též koncovému znaku jednoduchých uvozovek.

## Zápis na počítači
Typografický apostrof (’) lze ve Windows zapsat kombinací Alt+0146. Na Macu (na české klávesnici) kombinací ⌥ Option+J. Jde však o znak identický s „americkou“ pravou jednoduchou uvozovkou (right single quotation mark).
Ve zdrojových kódech se používá ASCII apostrof ('), který lze zapsat přímo z klávesnice (ve Windows též kombinací Alt+(039).
Znak (´), který vznikne, když se na české klávesnici stiskne mrtvá klávesa čárky a mezera, není apostrof. V Linuxu pomocí unicode (Ctrl+Shift+u, pak dopsat číslo) napíšeme český apostrof číslem 2019 (U+2019); případně compose sekvencí (⇧ Shift+AltGr),'> nebo (⇧ Shift+AltGr),>'.

## Ve slovnících
V etymologických a dialektologických slovnících se v polovičních uvozovkách ('...'), tvořených dvěma apostrofy, uvádí význam výrazu (např. Katze 'kočka').